# 이즈촌
이즈촌(伊豆村)은 도쿄도 미야케 지청에 설치되었던 촌이다.

## 지리
현재의 미야케촌 북부에 위치하고, 촌은 태평양에 면해 있다.

## 연혁
- 1923년 10월 1일 - 이즈 제도에의 도서 정촌제의 시행에 수반해, 이즈촌이 단독으로 촌제 시행해 이즈촌이 성립하여, 오시마 섬청 관할이 되었다.
- 1926년 - 오시마 섬청이 섬청 폐지에 수반해 오시마 지청에 개편하였다.
- 1940년 4월 1일 - 이즈 제도의 도서 정촌제가 보통 정촌제로 이행하였다.
- 1943년 - 미야케 지청 관할로 변경하였다.
- 1954년 10월 1일 - 이즈촌은 가미쓰키촌, 이가야촌과 함께 합병해 미야케촌이 성립하여, 같은 날 이즈촌은 폐지하였다.

## 참고 문헌
- 가도카와 일본 지명 대사전 편찬위원회『가도카와 일본 지명 대사전 13 도쿄도』, 가도카와 서점, 1978년, ISBN 4-04-001130-9
- 일본가제출판주식회사 편집부 『전국 시정촌명 변천총람』, 일본가제출판, 2006년, ISBN 4-8178-1318-0